# Beyer-Peacock

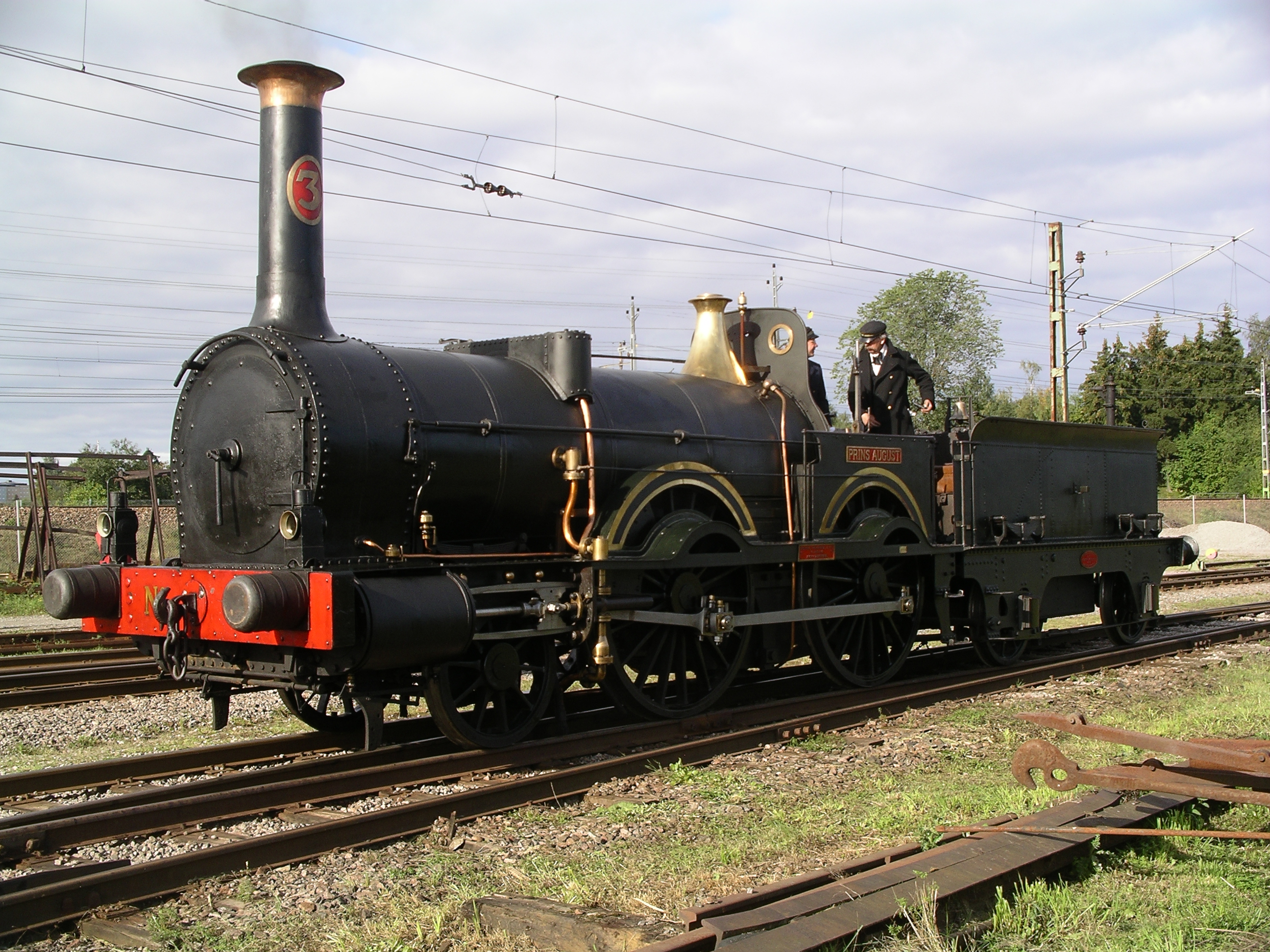
Loket Prins August är tillverkat av Beyer & Peacock.

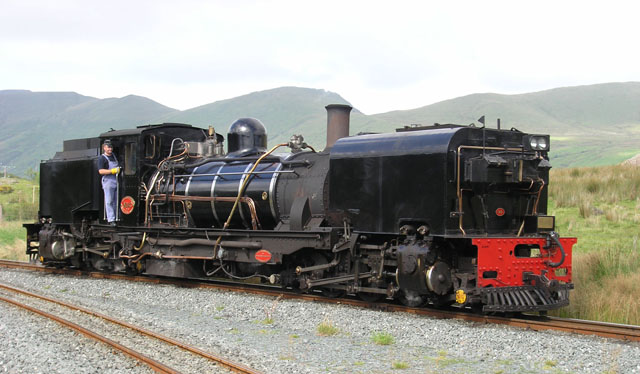
Ett Garrattlokomotiv från Beyer & Peacock

Beyer-Peacock eller Beyer & Peacock, även Beyer, Peacock and Company var en brittisk loktillverkare. Företaget grundades 1854 i Manchester av Charles Beyer och Richard Peacock. Företaget bedrev verksamhet till 1966.
I Sverige är företaget mest känt för att ha tillverkat tidiga lok till Statens Järnvägar. Loket Prins August är ett i Sverige välkänt lok som är tillverkat av Beyer-Peacock.